# Casterman
Pour les articles homonymes, voir Casterman (homonymie).
Casterman est une maison d'édition créée en 1777 à Tournai (Belgique) par Donat Casterman, fondateur d’une lignée d’éditeurs-imprimeurs qui a connu sept générations de Casterman jusqu’à aujourd’hui. Depuis les années 1930, elle s'est spécialisée en  bande dessinée et livres pour la jeunesse.

## Historique
Le fondateur, Donat Casterman (1755-1823), s'installe comme libraire-relieur en 1777 à Tournai (Belgique) où il devient ensuite imprimeur et éditeur. Ses fils Charles et Josué l’aident à développer l’affaire, et durant la première moitié du XIXe siècle, c’est Henri Casterman, fils de Josué, qui développe un important catalogue. Largement dédié aux publications religieuses ou édifiantes et aux ouvrages destinés à la jeunesse — en particulier les « livres de prix » —, l'impression et la reliure sont assurées dans les ateliers tournaisiens qui occuperont jusqu’à 170 personnes. Il crée également une filiale à Paris, rue Bonaparte, ce qui permet un fort développement de l’éditeur en France. À sa mort, en 1856, ce sont ses fils Louis et Henri qui reprennent le flambeau avant de décéder quasi simultanément en 1906. L’entreprise prend alors la forme d'une société anonyme.
Dans l'entre-deux guerres, les affaires prospèrent considérablement dans les deux départements, édition et imprimerie, cette dernière se tournant désormais vers une clientèle extérieure d'éditeurs français (Hatier, Michelin...) et d'annuaires (téléphone, chemin de fer...).
En 1934, avec Les Cigares du pharaon, Louis Casterman prend le relais pour la publication en albums des aventures de Tintin qu'Hergé auto-éditait jusqu'alors en partenariat avec son mentor l'Abbé Wallez. À partir de 1942, avec L'Étoile mystérieuse, Casterman publie les nouveautés d'Hergé en couleurs sur 62 pages en une présentation qui deviendra le standard des bandes dessinées publiées ultérieurement par la maison. En quelques années, sortent les versions remaniées et en couleurs des aventures publiées initialement en noir et blanc.
Grâce au succès remporté par les bandes dessinées de Hergé, Casterman propose de nouvelles séries d'aventures : Petzi de Vilhelm et Carla Hansen, Alix et Lefranc de Jacques Martin ou Chevalier Ardent de François Craenhals.
Le catalogue de livres illustrés pour la jeunesse s'élargit très fortement lui aussi. La bruxelloise Elisabeth Ivanovsky illustre vingt et un titres de 1949 à 1987. La série Martine, illustrée par le Tournaisien Marcel Marlier, connaît un succès mondial avec, aujourd’hui, plus d’une centaine de millions d’exemplaires vendus. 
Dans les années 1970, Casterman décide de conquérir un lectorat de BD plus adulte en proposant les premiers albums de Corto Maltese d'Hugo Pratt, en 1973 et en créant la revue de bande dessinée (A SUIVRE) en 1978. Cette dernière est à l'origine d'un catalogue d'auteurs tels Tardi, Schuiten, Geluck, José Muñoz, Loustal, Mattotti, etc.
Dans les années 2000, le département bande dessinée ouvre son catalogue à des auteurs tels que Régis Loisel et Enki Bilal, lance la collection « Écritures » (qui publie des auteurs étrangers tels que Craig Thompson et Jirö Taniguchi, mais aussi des Français comme Catel et Bocquet ou Charles Masson), la collection de mangas « Sakka » et la collection KSTR où paraissent les premières œuvres de Bastien Vivès.
Après de nombreuses turbulences directoriales et économiques (en 1999, l'éditeur est racheté par le groupe Flammarion, repris à son tour par Gallimard en 2012), Casterman fait aujourd'hui partie du groupe Madrigall, troisième groupe français de l'édition, lui-même issu du groupe Gallimard. Charlotte Gallimard, déjà à la tête des éditions Alternatives, est nommée PDG de Casterman par son père Antoine Gallimard en remplacement de Louis Delas. Les directions éditoriales sont partagées entre Céline Charvet pour le département jeunesse et Benoît Mouchart pour le département bande dessinée.
Simon Casterman, le dernier représentant de la lignée des Casterman, est, quant à lui, toujours en activité dans la société en tant que directeur délégué.
En 2014, les éditions Casterman, en collaboration avec Arte Éditions, publient les premiers albums papier tirés des séries de la revue numérique Professeur Cyclope dans une nouvelle collection du même nom.

### Faillite de l’imprimerie Casterman
Ayant occupé jusqu’à 800 personnes dans les années 1960, l’imprimerie amorce, dans les années 2000, un long déclin provoqué en partie par le vieillissement de ses installations et le refus d’amorcer pleinement le virage du numérique mais également par la décision de Flammarion de ne reprendre en 1999 que le département « édition » de Casterman sans y associer l’imprimerie (le groupe français décida de faire imprimer ses albums à l’extérieur et à moindre coût). En 2002, l’imprimerie Casterman fait faillite et est rachetée par le groupe Evadix.
En mai 2016, subissant depuis de nombreuses années des conditions de marché difficiles caractérisées par une très forte pression sur les prix de vente, Evadix annonce être à la recherche d'un repreneur. C'est le groupe néerlandais Emiel De Jong qui rachète la seule rotative encore présente sur le site.

## Collections
- Adolescent, qui es-tu?
- Bouquin calin
- Canaille
- Casterman jeunesse
- Casterman junior
- Casterman poche
- Charly Tempête
- Cherub
- Christianisme en mouvement
- Classiques roses
- Collection Farandole
- Comtesse de Ségur
- Convertis du XXe siècle
- Coucou cémoi
- Direlire
- Écritures
- Feuilleton intégral Hergé
- Grandes lignes
- Hanguk
- Haute Densité
- Hua shu
- Henderson's Boys
- Hergé
- Jacques Martin
- KSTЯ
- L'éolienne
- La Palme d'Or
- Le Rameau vert
- Ligne rouge
- Ligne d'horizon
- Ligne de vie
- Marcelle Vérité
- Mistral
- M.O. (Mutations, Orientations)
- Plaisir des contes
- Première Ligne
- Professeur Cyclope
- Rivages/Casterman/Noir
- Sakka
- Sociorama
- Travelling
- Un monde
- Univers d'auteurs
- Paperback[15]

## Magazines
- (À suivre) (1978-1997)
- Bang ! (2003-2006)
- Fluide glacial (1975-présent)
- Pandora (2016-présent)

## Archives et espace muséal
Situés à l’origine 28-34 rue des Sœurs Noires à Tournai, les ateliers d’imprimerie migrèrent progressivement vers une nouvelle implantation à l’extérieur de la ville, laissant les anciens locaux abandonnés. Acquis par la Ville de Tournai, les bâtiments furent reconvertis en bureaux et appartements privés, et l’ancien dépôt de papiers accueillit les Archives de l'État à Tournai. En 2009 et 2010, la maison Casterman y déposa 1 728 mètres de documents comprenant : 15 000 photos de l’entreprise, une importante documentation photographique ainsi qu’un exemplaire de chaque ouvrage édité par Casterman entre 1789 et 1991.

### La galerie Henri Casterman
Parallèlement, il fut décidé de créer sur les mêmes lieux un espace muséal pour abriter la collection de machines et de matériel de typographie restés à l’abandon. Des vitrines d’exposition furent réalisées le long des chemins piétons, et cet espace fut dénommé « Galerie Henri Casterman ». Riche d’environ 80 machines de la société et de nombreuses pièces historiques rassemblées par Jean-Paul Casterman — dernier directeur de l'imprimerie appartenant à la lignée des Casterman et grand collectionneur — ainsi que de nombreux outils et objets, elle est une des plus importantes collections de ce type en Belgique. 
Le lieu est également accessible par le 10-12 rue Claquedent dans le Passage des travailleurs du livre. 

Plan du quartier (cliquer sur l'image pour l'agrandir)
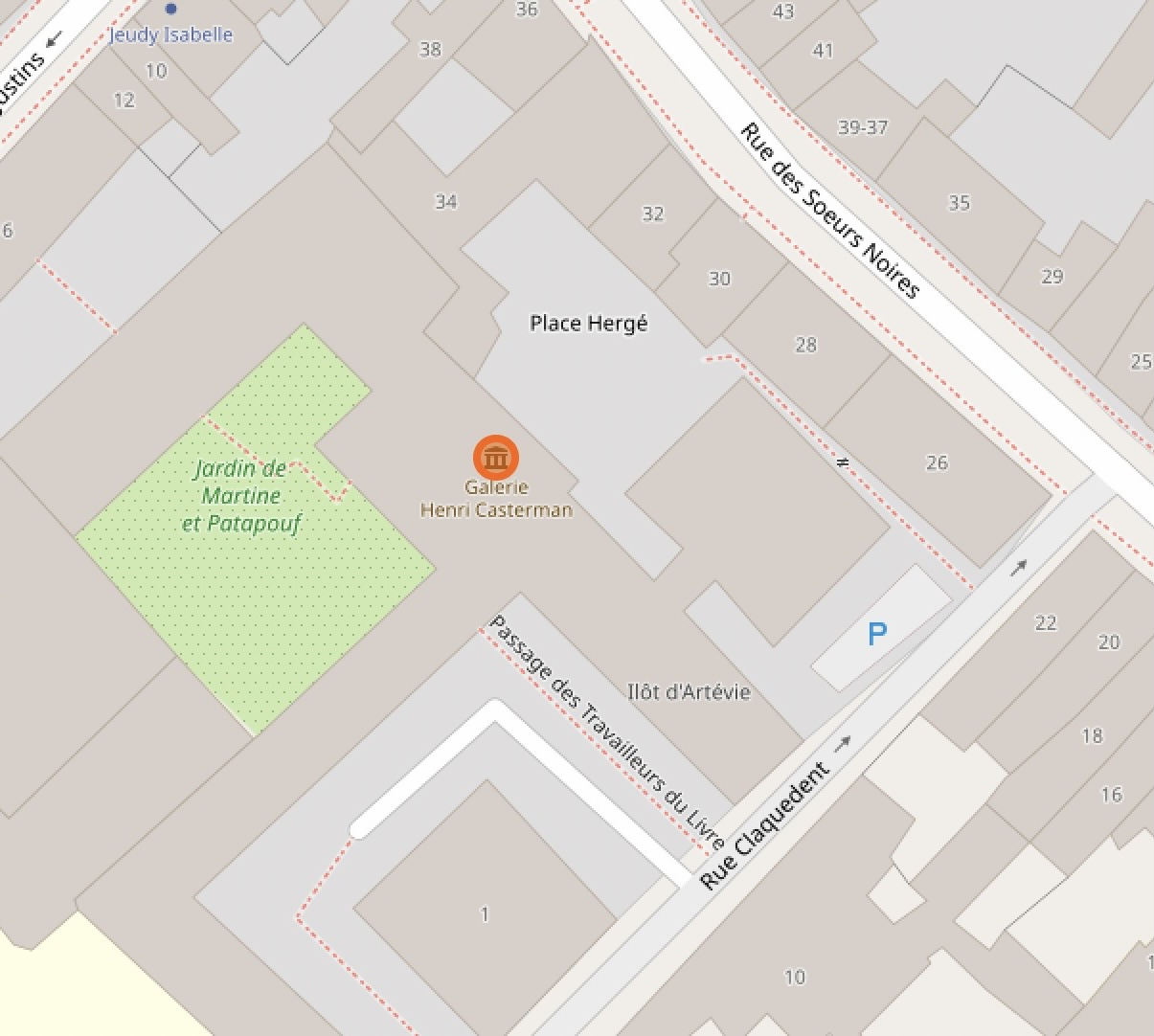

En janvier 2021, l'ancienne usine du Solvent de Verviers en Belgique accueille les réserves de l'imprimerie. Il s'agit des machines qui, faute de place, n'ont pu être exposées à Tournai : plus d'une centaine de presses, ainsi que du petit matériel, notamment de reliure.
« Certaines sont très anciennes, il y en a de 1830 jusqu’à 1960 » (Freddy Joris, président du comité scientifique d’histoire de Verviers).

## Galerie

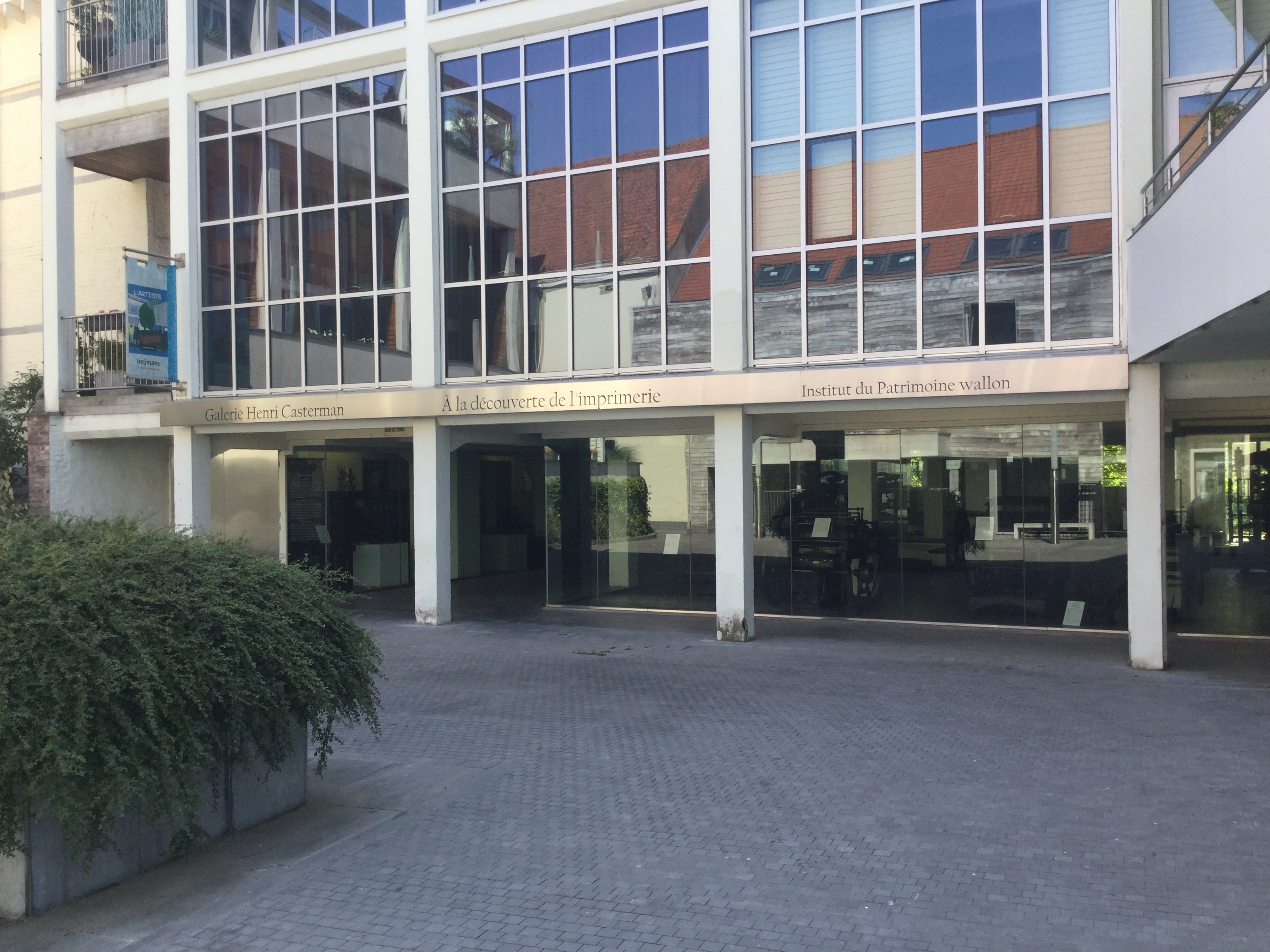
La place Hergé, intérieure au bâtiment, débouche sur la galerie Henri Casterman.
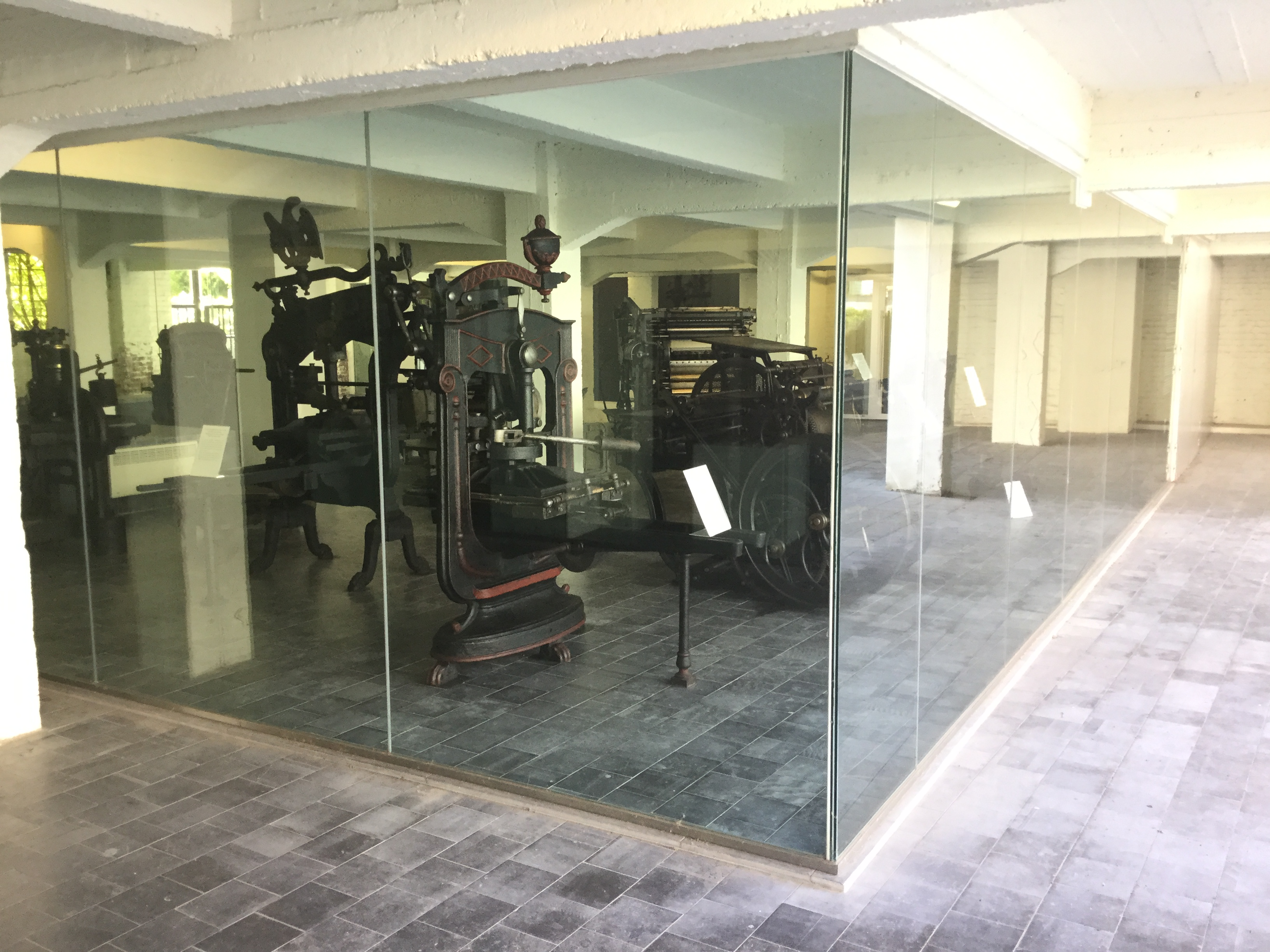
La galerie est un ensemble de vitrines d’exposition visibles depuis les chemins piétons du bâtiment.
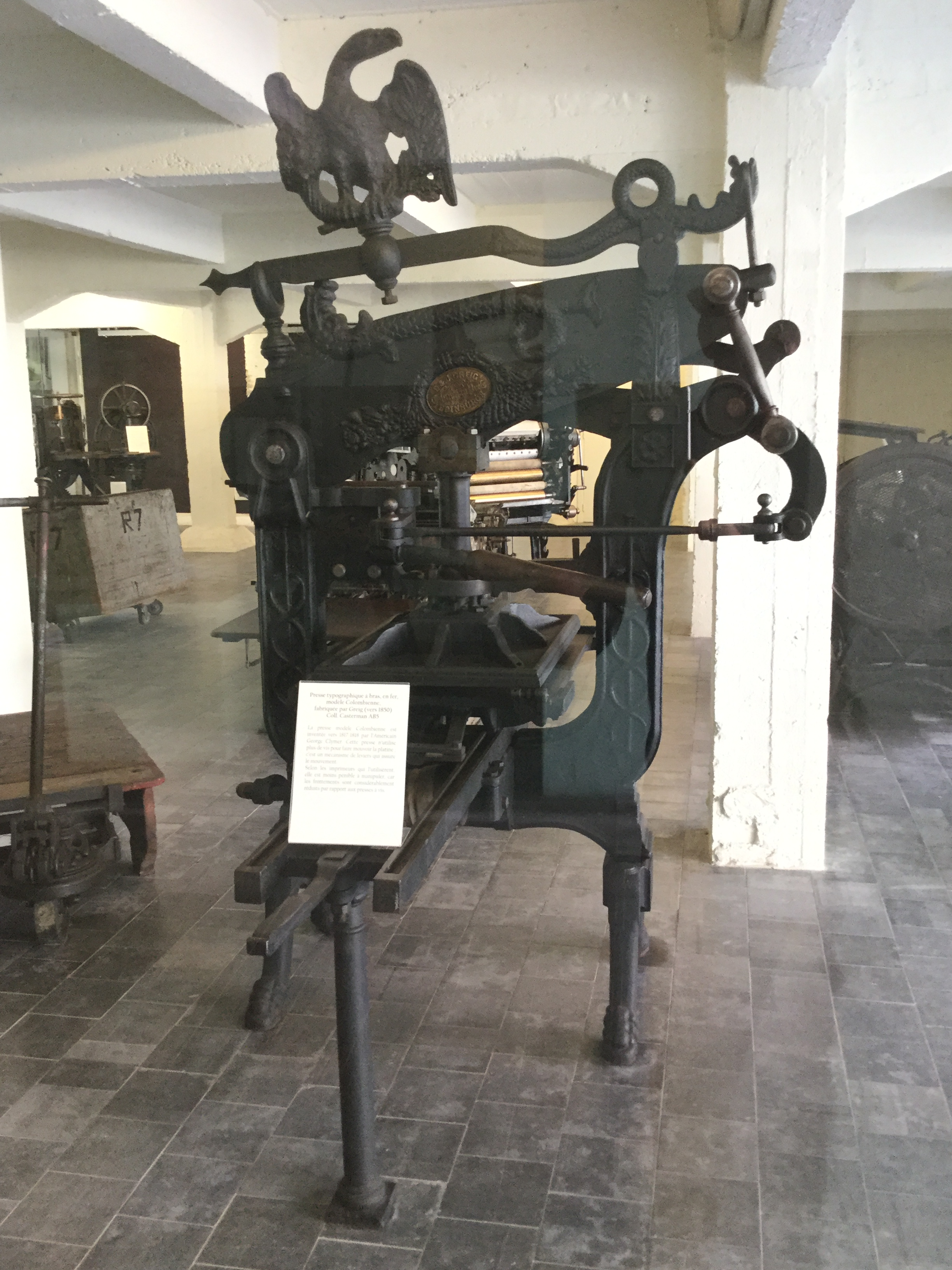
Presse typographique à bras, modèle Colombienne, fabriquée par Greig (1850).
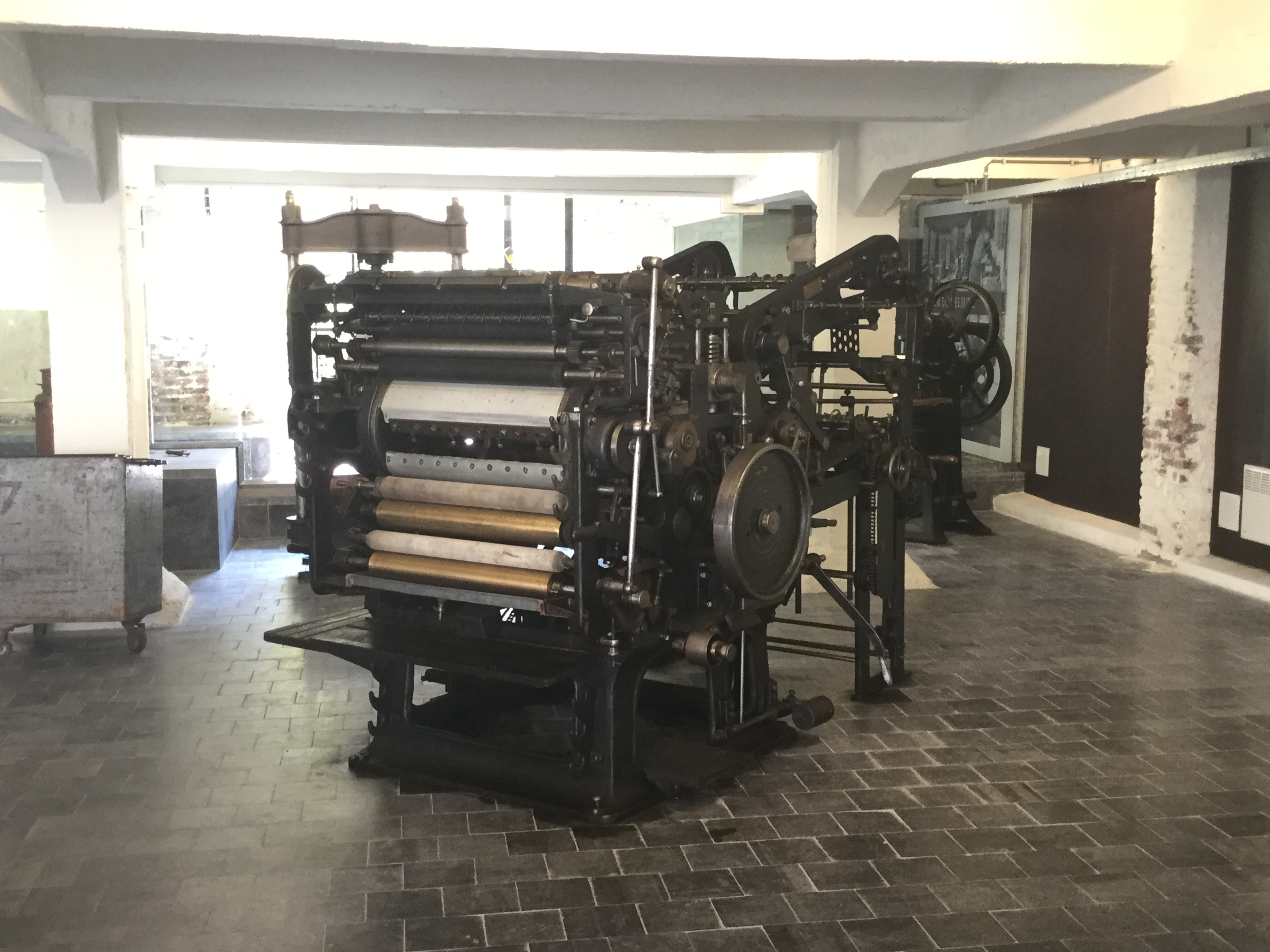
Presse typographique à cylindre.
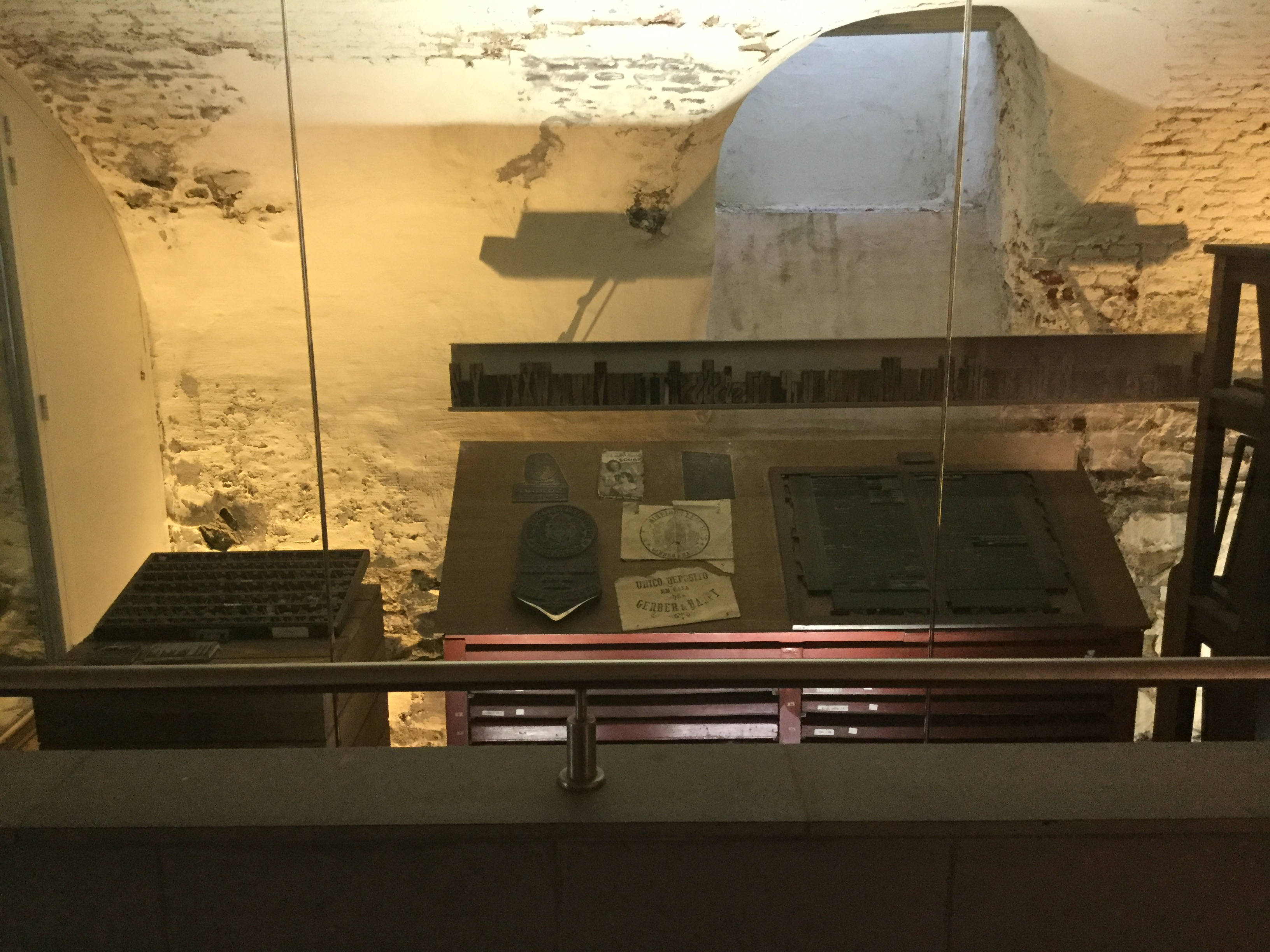
Reconstitution de l'espace de travail d'un typographe.
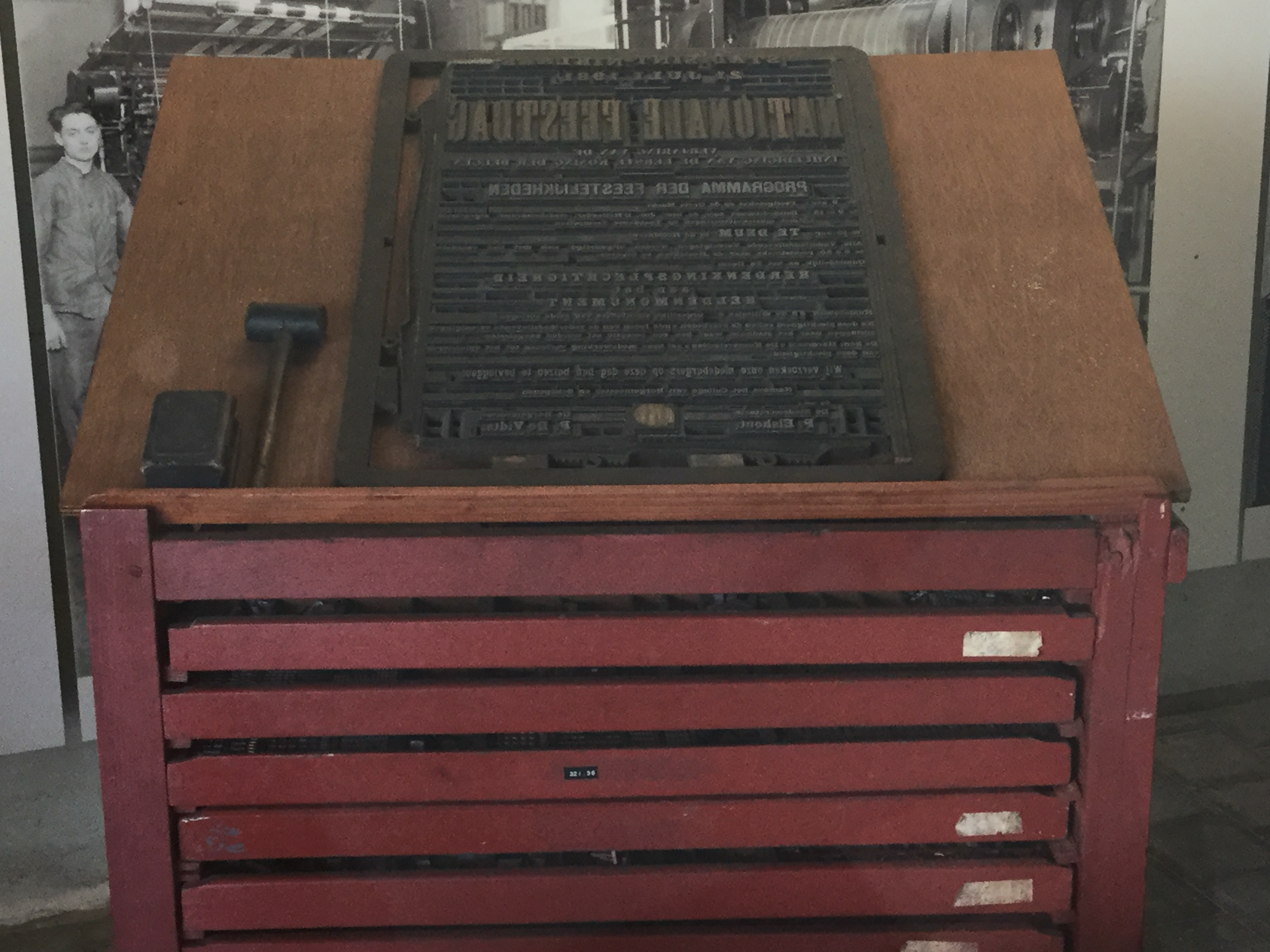
Composition typographique prête à être encrée.
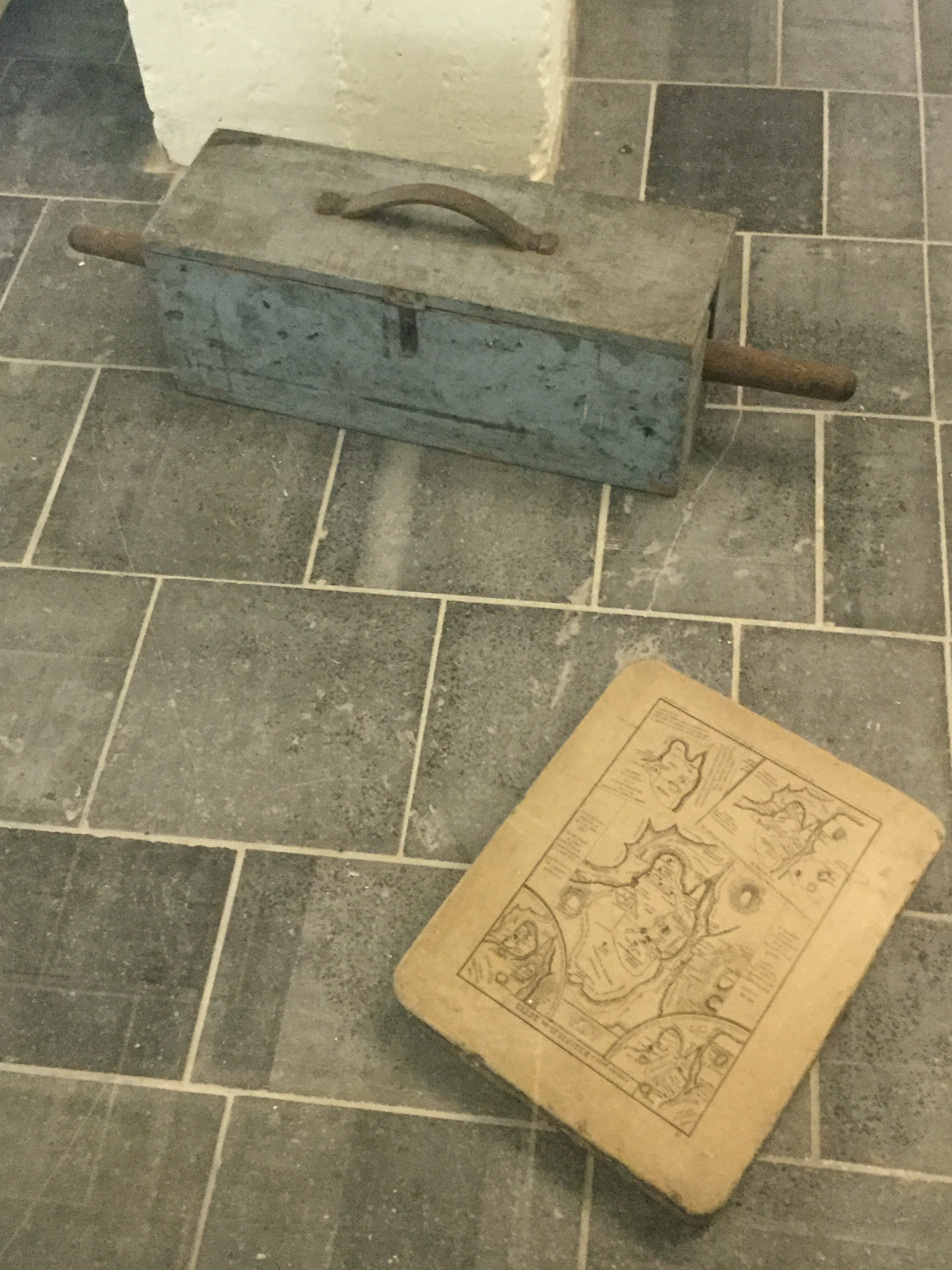
Pierre lithographique et rouleau encreur dans sa boîte protectrice.
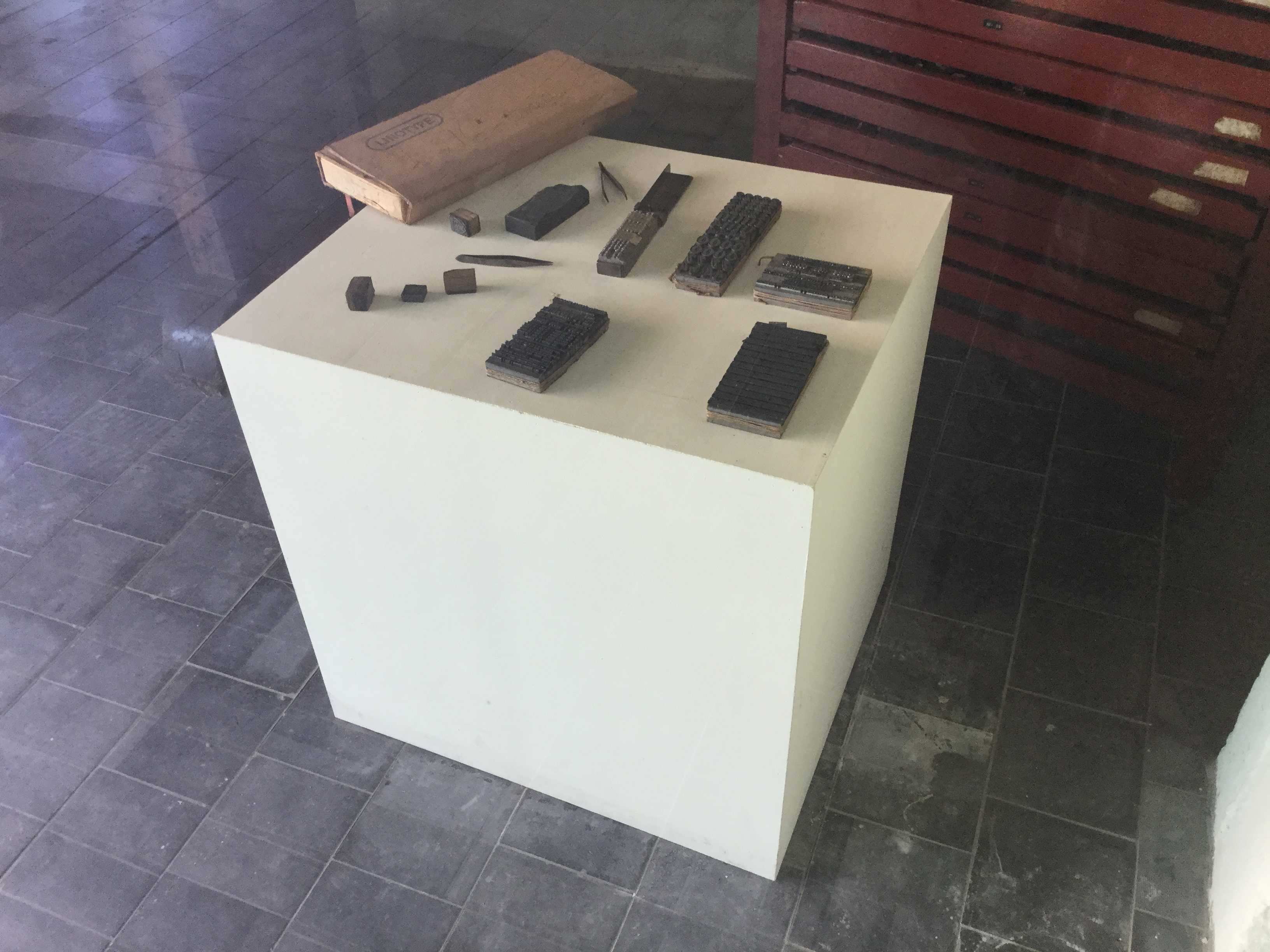
Petit matériel de typographie.